# SmackDown Women's Championship
SmackDown Women's Championship (în română Campionatul Feminin WWE SmackDown) este un campionat de wrestling profesionist creat și utilizat de către compania americană WWE, în marca sa SmackDown Live. Actuala campioană este Sasha Banks, care deține acest titlu pentru prima oară în cariera ei.

## Istorie
Din cauza ca WWE a anuntat cea de-a doua separare de mărci care ar împărți personalul între brandul SmackDown si Raw , începând cu diverse personalități pe 19 iulie 2016, singurul campionat al diviziei de dive a companiei, Women's Championship a fost transferat la marca Raw, pentru că campioană a acestui titlu, Charlotte a fost selectată pentru acest brand, luând cu ea campionatul. Din acest motiv a fost creat un nou campionat de femei pentru divele din SmackDown. În ediția din 23 august 2016 la SmackDown un nou titlu de sex feminin, numit WWE SmackDown Women's Championship a fost anunțat de către directorul general și comisarul de la Smackdown, Daniel Bryan & Shane McMahon respectiv.
Prima campionă a fost decisă în primul pay-per-view de la SmackDown Live, Backlash într-un Six-Pack Elimination Challenge, între Natalya, Naomi, Carmella, Becky Lynch, Nikki Bella si Alexa Bliss, rezultând Becky Lynch câștigătoare.

### Dețineri
Din martie 26, 2025.
| #  | Wrestler        | Număr de dețineri | Data               | Durată (zile) | Eveniment                     | Detalii suplimentare |
| -- | --------------- | ----------------- | ------------------ | ------------- | ----------------------------- | --- |
| 1  | Becky Lynch     | 1                 | 11 septembrie 2016 | 84            | Backlash                      | Le-a învins pe Alexa Bliss, Carmella, Naomi, Natalya si Nikki Bella într-un Six Pack Challenge Elimination match pentru a inaugura campionatul |
| 2  | Alexa Bliss     | 1                 | 4 decembrie 2016   | 70            | TLC                           | A fost un Tables Match |
| 3  | Naomi           | 1                 | 12 februarie 2017  | 9             | Elimination Chamber           | |
| 4  | Alexa Bliss     | 2                 | 21 februarie 2017  | 40            | SmackDown                     | A învinso pe Becky Lynch |
| 5  | Naomi           | 2                 | 2 aprilie 2017     | 140           | WrestleMania 33               | A fost un six-pack challenge în care a-u mai luptat Becky Lynch, Carmella, Mickie James și Natalya.                                            |
| 6  | Natalya         | 1                 | 20 august 2017     | 86            | SummerSlam                    | |
| 7  | Charlotte Flair | 1                 | 14 noiembrie 2017  | 147           | SmackDown Live                | |
| 8  | Carmella        | 1                 | 10 aprilie 2018    | 131           | SmackDown Live                | A încasat servieta Money in the Bank. |
| 9  | Charlotte Flair | 2                 | 19 august 2018     | 28            | SummerSlam                    | A fost un meci triple threat în care a mai participat Becky Lynch.                                                                             |
| 10 | Becky Lynch     | 2                 | 19 august 2018     | 91            | Hell in a Cell                | |
| 11 | Asuka           | 1                 | 16 decembrie 2018  | 100           | TLC: Tables, Ladders & Chairs | |
| 12 | Charlotte Flair | 3                 | 26 martie 2019     | 13            | SmackDown                     | |
| 13 | Becky Lynch     | 3                 | 8 aprilie 2019     | 41            | WrestleMania 35               | |
| 14 | Charlotte Flair | 4                 | 19 mai 2019        | <1            | Money in the Bank             | |
| 15 | Bayley          | 1                 | 19 mai 2019        | 140           | Money in the Bank             | A încasat valiza Money in the Bank. |
| 16 | Charlotte Flair | 5                 | 6 octombrie 2019   | 5             | Hell in a Cell                | |
| 17 | Bayley          | 2                 | 11 octombrie 2019  | 46+           | SmackDown                     | |